# Svedjeholmen (vid Älgsjölandet, Ingå)
För andra betydelser, se Svedjeholmen (olika betydelser).
Svedjeholmen är en ö i Finland. Den ligger i Finska viken och i kommunen Ingå i den ekonomiska regionen  Raseborg i landskapet Nyland, i den södra delen av landet. Ön ligger omkring 58 kilometer väster om Helsingfors.
Öns area är 3,2 hektar och dess största längd är 350 meter i nord-sydlig riktning.